# Arno Malinowski
Arno Malinowski (Kopenhagen, 1899 - aldaar, 1976) was een Deens ontwerper en zilversmid. 

## Loopbaan
Malinowski studeerde aan de Koninklijke Deense Kunstacademie tussen 1919 en 1922. Tussen 1921 en 1935 ontwierp hij verschillende keramische objecten voor Royal Copenhagen. Vanaf 1936 werkte hij bij Georg Jensen als zilversmid waar hij onder andere de bekende broches Faun en Butterfly ontwierp. Verschillende van zijn broches zijn opgenomen in de collectie van het British Museum. Malinowski was ook als beeldhouwer, keramist en medaillist actief.
- KulturNav: 5b628089-b28f-4837-9677-5cddb387b49b